# Белет — демон инцеста
«Белет — демон инцеста» (итал. Byleth (Il demone dell'incesto) — итальянский готический фильм ужасов с элементами эротики 1972 года, снятый и написанный Леопольдо Савоной. Действие фильма происходят в Италии XIX века. В фильме Марк Деймон играет Лионелло Шанделла, который одержимый своей сестрой Барбарой (Клаудия Грейви). Брат и сестра очень привязаны друг к другу, и новый брак вызвал у Лионелло безумную ревность, которую Джордано пытается вылечить, и поскольку вокруг замка начинают таинственным образом происходить убийства. Фильм был снят в Риме и выпущен в Италии, а затем в Германии, где он был отредактирован и содержал более откровенные сцены наготы.

## Производство
Фильм был снят Леопольдо Савоной, кинорежиссёром, наиболее известным как помощник режиссёра Луиджи Дзампа, Риккардо Фреда и Пьер Паоло Пазолини. После создания нескольких спагетти-вестернов Савона. Фильм снимался на киностудии Agata Film расположенных в Риме.
Для фильма Савона позаимствовал демона Белефа из договора XVI века.

## Релиз
Фильм был распространен в Италии компанией Panta Cinematografica 31 мая 1972 года. Постер к итальянскому релизу был очень похож на фильм Il sesso della strega.
После выхода в прокат в Германии в 1975 году под названием Trio der Lust фильм значительно отличался: его продолжительность составляла 81 минуту, в нём были удалены сцены диалогов и было больше обнаженных сцен, включая актрису Катерину Чиани, которая появляется во многих итальянских эротических и порнографических фильмах 1970-х годов. Немецкий и итальянский DVD-релизы фильма содержат немецкую версию фильма. Компания Severin Films объявила о выпуске Blu-ray с фильмом от 29 октября 2019 г.

## Прием
Критик и историк кино Роберто Курти заявил, что «кроме акцента на наготе в фильме мало что можно порекомендовать», отмечая «запутанный и медленный» сюжет и очень низкий бюджет фильма. Курти отметил игру в фильме, заявив, что Марк Дэймон «дает одну из худших ролей в истории итальянского ужаса» и что его постоянно дублировали в фильме, за исключением последней сцены.